# Nine Muses
Nine Muses（韓語：나인뮤지스）為韓國Star Empire Entertainment於2010年推出的女子音樂團體，出道時由在景、羅娜、Bini、Lee Sem、世羅、E U Erine、銀㩼、慧美、珉河九人組成。解散前成員包括：金祚、慧美、倞利、笑珍。
2019年2月10日，官方宣佈組合將於2月24日舉行粉絲見面會後解散。

## 粉絲名稱
官方粉絲名稱為MINE，意思為"我的"(mine)、我的Nine Muses（My Nine Muses）、Nine Muses永不結束（Nine Muses Is Never End）。

## 應援色
應援色為紫色(PURPLE)、銀色(SILVER)。

## 團名寓意
Nine Muses的含義來自古希臘神話中的藝術女神繆斯，隸屬於Star Empire Entertainment經紀公司。成員多為模特兒出身，除了高達172cm的團體平均身高外，部分成員出道前在平面及廣電媒體上的活躍也累積了一定的知名度。因團員同為9人，曾被與少女時代進行比較。

## 團體經歷

### 出道前
在2013年11月25日Arirang Radio的《Hot Beat》節目中，世羅曾提起Nine Muses是因為成雅所創立的。因為有許多又高又多才多藝的女練習生沒有機會出道，所以讓公司決定創立Nine Muses。Nine Muses最早是在Mnet於2009年4月15開播的實境節目《Office Reality帝國的孩子們》中以練習生的身分首度亮相。初始成員共9位，其中包括了在景、Lee Sem、世羅、成雅、倞利。其他初始練習生除金侑利未出道外，Victoria（姜銀慧）與韓秀璘後來於2009年11月以에이포스(A-Force)團員身分出道。에이포스(A-Force)暫停活動後，姜銀慧又於2011年1月隨Dal★Shabet出道，即前隊長Viki；韓秀璘則另外於2011年8月以엠싸이코걸스(M Psycho Girls)團員身分出道。第9人姜昭妍2011年11月以로지(Rosie)的藝名隨위(WE)樂團出道等。中途為了加強競爭，另透過試鏡徵選了6名成員與原成員們分組對抗，Bini即在這6人之列。
該節目至少另外吸引了2名成員決定加入Nine Muses。除懸雅在2013年11月25日於Arirang Radio播出的《Hot Beat》中坦承是因為看到節目中的世羅才決定加入Nine Muses，E U Erine也曾在2013年12月28日於KBS Cool FM電台播出的《Super Junior的Kiss The Radio》中說過是因為看了該節目才決定參加徵選。在9Muses的紀錄片之中，因為加入時離出道日期太近，懸雅以第十順位與其他成員練習，在景退出後立即加入。
《Office Reality 帝國的孩子們》於2009年7月1日結束後，Nine Muses歷經重整，並於2010年4月7日重新亮相，為韓劇《檢察官公主》演唱插曲《Give Me》，並在同年5月22日的夢想演唱會上首度登台演唱。

### 2010年
7月31日，Mnet開播Nine Muses的出道實境節目《M!Pick - Nine Muses》，為Nine Muses出道拉開序幕。
8月4日、5日，Nine Muses陸續公開專輯宣傳照及專輯主打。
8月12日，首張單曲《Let's Have A Party》正式出道。《Let's Have A Party》由朴軫永與Rainstone合力製作，但並未獲得廣大注目。宣傳結束後團員在景退出，繼續以模特兒身份活動；空缺另由新成員懸雅遞補，並於同年10月14日以後續曲《Ladies》重啟宣傳。
12月26日，於日本澀谷的C.C.Lemon Hall演播大廳舉行了《SEOUL TRAIN Nine Muses & Friends》歌友會，除演唱了其出道曲，並宣布將在2011年開始日本的宣傳。

### 2011年
2月11日，Star Empire表示成員羅娜、Bini、E U Erine將暫時停止活動，但仍續留公司轉往別的方向發展，團體則可能在下張專輯引入新成員。
8月11日，官方確認羅娜、Bini退團，E U Erine重新加入團體。
8月18日，以7人制推出數位單曲《Figaro》，於當天的M! Countdown回歸，原本要改以團名Sweet Candy重新出道，但是後來決定保留現有團體增加2名成員。

### 2012年
1月10日，新成員倞利隨數位單曲《News》出道，Nine Muses擴編為8人團體。

3月18日，推出迷你專輯《Sweet Rendezvous》，主打曲目為《Ticket》

### 2013年
1月24日，發行第二張單曲《Dolls》，新成員成雅加入，使團隊重回9人編制。
5月6日，推出主打曲《Wild》的預告
5月8日，舉辦Mini Showcase。
5月9日，《Wild》於M! Countdown回歸
10月14日，以首張正規專輯《Prima Donna》回歸，主打曲目為《Gun》。
12月4日，發行數位單曲《Glue》作為該年第四度回歸，並以"25禁"的概念引起話題。

### 2014年
1月29日，成員Lee Sem和銀㩼宣佈退團
，Nine Muses改以7人編制進行活動。
6月24日，Star Empire宣布世羅合約到期不續約。，Nine Muses改以6人編制繼續活動。多年後世羅表示是在不知情的狀況下單方面被解約。
9月3日，推出企畫組合Nasty Nasty，出道歌曲為《Knock》，由帝國之子Kevin、倞利與笑珍所組成。
9月4日，在M! Countdown節目中，Nasty Nasty出道。

### 2015年
1月8日，Nine Muses官方推特釋出一張概念照，並宣布將於1月23日回歸，回歸曲目為《Drama》。，官方放出成員概念照。除了懸雅、E U Erine、成雅、倞利、慧美及珉河六人外，還包括兩位新成員的背影。確認組合將以八人形式回歸。同日並確認兩名新成員分別為Nasty Nasty成員笑珍以及練習生金祚。
1月22日，M!Countdown節目中，Nine Muses《Drama》回歸。
6月23日，官方臉書公開夏季特別專輯《9MUSES S/S EDITION》回歸曲《Hurt Locker》預告照片，E U Erine擔當。

6月24日，將推出夏季特別輯《9MUSES S/S EDITION》。24日零時，官方YouTube 推出《Hurt Locker》預告。
6月25日，官方 YouTube 釋出《Hurt Locker》預告2。
6月29日，官方 YouTube 釋出《Hurt Locker》慧美ver.預告。
7月2日，舉行showcase舞台。Nine Muses 推出專輯《9MUSES S/S EDITION》，《Hurt Locker》MV 釋出。

11月7日，9MUSES 成員自製預告，即將回歸。

11月12日，9MUSES 官方推特公開回歸概念照、釋出歌曲《Sleepless night(잠은 안오고 배는 고프고)》

11月13日，女子團體 9MUSES 將推出迷你專輯《LOST》回歸。《LOST》收錄六首歌曲，由勇敢兄弟、大象王國、e.one、鄭昌旭、MonoTree…等作詞、作曲，也收錄9MUSES 成員兩首詞曲創作。

11月24日，推出迷你輯《LOST》回歸。

### 2016年
2月19日，於首爾兒童大公園內的WAPOP HALL舉行出道以來首場演唱會「MUSE IN THE CITY」。
2月27日，於中國上海舉行首場國外粉絲會。
6月8日，E U Erine及珉河與Star Empire Entertainment合約到期，透過官方FAN CAFE發佈離團訊息。
7月22日，透過官方Facebook公開，子團Nine Muses A的團體概念照，四位成員分別是倞利、慧美、笑珍、金祚，出道曲《Lip 2 Lip (입술에 입술)》在8月4日發行。
9月2日，Nine Muses 出席所屬娛樂公司，Star Empire，在日本東京舉辦的「Star Empire Family Concert 2016」。
10月4日，懸雅與Star Empire Entertainment合約到期，宣布不續約及離開Nine Muses。

### 2017年
6月1日，官方聲明表示成雅將暫時停止活動，決定以 9Muses 而非小分隊 9Muses A 的形式活動。透過官方YouTube 釋出即將回歸的預告。
6月7日，透過官方Facebook公開，金祚、笑珍、倞利、慧美的新專輯概念照。
6月11日，透過官方YouTube 釋出《기억해 (Remember)》金祚ver.的預告。
6月12日，透過官方YouTube 釋出《기억해 (Remember)》慧美ver.的預告。
6月13日，透過官方網站公開7/29舉行第二場演唱會「RE:MINE」的訊息與活動海報；配合演唱會訊息，亦於前一日（6/12）公布應援色為PURPLE（紫色）與SILVER（銀色）。
6月13日，透過官方YouTube 釋出《기억해 (Remember)》笑珍ver.的預告。
6月14日，透過官方YouTube 釋出《기억해 (Remember)》倞利ver.的預告。
6月15日，透過官方YouTube 釋出《기억해 (Remember)》的預告。
6月16日，透過官方YouTube 釋出新專輯收錄曲的試聽預告。
6月19日，透過官方YouTube 釋出《기억해 (Remember)》MV。
6月24日，透過官方YouTube 釋出《기억해 (Remember)》舞蹈練習MV。
7月19日，透过官方YouTube 释出《love city》的预告。属于将于8月3日发行的改版专辑《MUSES DIARY PART.3：LOVE CITY》内歌曲。
7月27日，官方公开「Love」版本的概念照。
8月1日，官方公开「City」版本的概念照。
8月3日，发布改版迷你专辑《Muses Diary Part.3 - Love City》，并公布主打曲《Love City》MV。

### 2018年
6月15日，據媒體報導，公司正在為倞利準備7月份出道的個人專輯。
6月21日，透過官方Facebook及Twitter公開倞利的新單曲概念照，並同時公開將於7月5日出道的消息。
6月23日，透過官方Facebook及Twitter公布倞利的新單曲名稱為《어젯밤(BLUE MOON)》。
6月24日，透過官方Facebook及Twitter釋出《어젯밤(BLUE MOON)》的專輯概念照。
6月25日，透過官方YouTube釋出《어젯밤(BLUE MOON)》的預告。
7月2日，透過官方YouTube釋出《어젯밤(BLUE MOON)》的舞蹈版預告。
7月3日，透過官方YouTube釋出《어젯밤(BLUE MOON)》的舞者版預告。
7月4日，透過官方Facebook及Twitter釋出《어젯밤(BLUE MOON)》的專輯封面照。
7月5日，透過官方YouTube釋出《어젯밤(BLUE MOON)》MV,並同時舉行倞利的出道SHOWCASE。
7月16日，透過官方YouTube釋出《어젯밤(BLUE MOON)》舞蹈版MV。
7月26日，透過官方Facebook及Twitter公開將於8月4日舉行出道8周年紀念見面會「To.MINE」的訊息，並同時公告門票將於售票網站YES24預售。
7月31日，透過官方Facebook及Twitter公開「To.MINE」活動海報。
8月11日，透過官方Youtube釋出8周年粉絲歌曲《To.MINE》MV。

### 2019年
2月10日，透過官方 Fan cafe 透露： 2月14日釋出《REMEMBER》單曲，2月24日舉行粉丝见面会後解散。
2月24日，粉絲見面會當天，已退出的成員懸雅、E U Erine、珉河也一同參加見面會，8名成員也一同在台上表演了《Drama》一曲，隨後解散。

### 2023年
預計將在7至8月份完全體回歸，在這之前，五月會先以四人小分隊Nine Muses A發佈音源。

## 成員檔案[62]
경리有多種官方羅馬拼音版本。경리本人採用Gyeong Ree作為其Instagram帳號名，官方現已正名경리本人的名字為Gyeong Ree。

### 解散時現任成員
| 解散前成員列表 |      |            |        |        |                 |                                   |                              |              |
| 藝名           | 藝名 | 藝名       | 本名   | 本名   | 本名            | 出生                              | 队内职务                     | Nine Muses A |
| 漢字           | 諺文 | 羅馬拼音   | 諺文   | 漢字   | 羅馬拼音        | 日期 / 地點                       | 队内职务                     | Nine Muses A |
| 成雅           | 성아 | Sung-A     | 손성아 | 孫成雅 | Son Sung-A      | 1989年7月8日 · 首爾特別市         | 領Rapper、領舞、副唱         |              |
| 倞利           | 경리 | Gyeong-Ree | 박경리 | 朴倞利 | Park Gyeong-Ree | 1990年7月5日 · 釜山廣域市海雲臺區 | 主唱、領舞、形象、門面、中心 |              |
| 慧美           | 혜미 | Hye-Mi     | 표혜미 | 表慧美 | Pyo Hye-Mi      | 1991年4月3日 · 光州廣域市西區     | 隊長、主唱                   |              |
| 笑珍           | 소진 | So-Jin     | 조소진 | 趙笑珍 | Jo So-Jin       | 1991年10月11日 · 慶尚南道馬山市   | 主領舞、主Rapper、副唱       |              |
| 金祚           | 금조 | Keum-Jo    | 이금조 | 李金祚 | Lee Keum-Jo     | 1992年12月17日 · 大邱廣域市壽城區 | 領唱、忙內                   |              |

### 解散時前任成員
| 解散時前任成員列表 |          |           |        |        |                |                                |                            |
| 藝名               | 藝名     | 藝名      | 本名   | 本名   | 本名           | 出生                           | 原队内职务                 |
| 漢字               | 諺文     | 羅馬拼音  | 諺文   | 漢字   | 羅馬拼音       | 日期 / 地點                    | 原队内职务                 |
| 在景               | 재경     | Jae-Kyung | 정서영 | 鄭書英 | Jung Seo-Young | 1987年9月19日 · 光州廣域市     | 副唱                       |
| 羅娜               | 라나     | Ra-Na     | 김라나 | 金羅娜 | Kim Ra-Na      | 1983年6月26日 ·                | 第二任隊長、領Rapper、副唱 |
| Bini               | 비니     | Bini      | 이혜빈 | 李慧彬 | Lee Hye-Bin    | 1985年11月13日 ·               | 副唱                       |
| Lee Sem            | 이샘     | Lee Sem   | 이현주 | 李賢珠 | Lee Hyun-Ju    | 1987年5月5日 · 江原道東海市    | 主Rapper、副唱             |
| 銀㩼               | 은지     | Eun-Ji    | 박은지 | 朴銀㩼 | Park Eun-Ji    | 1988年9月27日 · 全羅北道全州市 | 主領舞、領Rapper、副唱     |
| 世羅               | 세라     | Se-Ra     | 류세라 | 柳世羅 | Ryu Se-Ra      | 1987年9月3日 · 釜山廣域市      | 第一任隊長、主唱           |
| E U Erine          | 이유애린 | E U Erine | 이혜민 | 李惠敏 | Lee Hye-Min    | 1988年5月3日 · 首爾特別市      | 主Rapper、领舞、副唱       |
| 珉河               | 민하     | Min-Ha    | 박민하 | 朴珉河 | Park Min-Ha    | 1991年6月27日 · 首爾特別市     | 副唱、形象                 |
| 懸雅               | 현아     | Hyun-A    | 문현아 | 文懸雅 | Moon Hyun-A    | 1987年1月19日 · 全羅南道麗水市 | 領唱                       |

## 音樂作品
子團音樂作品：Nine Muses A

### 數位單曲
| 數位單曲 | 數位單曲資料                                                             | 曲目                                               |
| 1st      | 《Figaro》 - 語言：韓語 - 發行日期：2011年8月18日 - 發行單位：LOEN娛樂   | 曲目 1. 휘가로 (Figaro) 2. 휘가로 (Figaro) (Inst.) |
| 2nd      | 《News》 - 語言：韓語 - 發行日期：2012年1月11日 - 發行單位：LOEN娛樂     | 曲目 1. News 2. News(Inst.)                        |
| 3rd      | 《Glue》 - 語言：韓語 - 發行日期：2013年12月4日 - 發行單位：LOEN娛樂     | 曲目 1. 글루 (Glue)                                |
| 4th      | 《To.MINE》 - 語言：韓語 - 發行日期：2018年8月12日 - 發行單位：KT Music  | 曲目 1. To.MINE                                    |
| 5th      | 《REMEMBER》 - 語言：韓語 - 發行日期：2019年2月14日 - 發行單位：KT Music | 曲目 1. REMEMBER 2. REMEMBER(Inst.)                |

### 單曲專輯
| 單曲 | 單曲資料                                                                                             | 曲目                                                                                            |
| 1st  | 《Let's Have A Party》 - 語言：韓語 - 發行日期：2010年8月13日 - 發行單位：LOEN娛樂 - 專輯銷量：1,052 | 曲目 1. Ladies 2. No PlayBoy 3. Give Me 4. No PlayBoy (Instrumental Ver.)                       |
| 2nd  | 《Dolls》 - 語言：韓語 - 發行日期：2013年1月25日 - 發行單位：LOEN娛樂 - 專輯銷量：3,533+             | 曲目 1. What Is Love? 2. 돌스 (Dolls) 3. 쳐다만 봐 4. 돌스 (Dolls) (Inst.) 5. 쳐다만 봐 (Inst.) |

### 迷你專輯
| 迷你專輯 | 迷你專輯資料 | 曲目 |
| 1st      | 《Sweet Rendezvous》 - 語言：韓語 - 發行日期：2012年3月8日 - 發行單位：LOEN娛樂 - 專輯銷量：4,272                                                                             | 曲目 1. Who R U 2. Ticket 3. News 4. Figaro 5. Who R U (Inst.) 6. Ticket (Inst.)                                                                              |
| 2nd      | 《Wild》 - 語言：韓語 - 發行日期：2013年5月9日 - 發行單位：LOEN娛樂 - 專輯銷量：5,633                                                                                         | 曲目 1. Spotlight 2. 와일드 (Wild) 3. Action 4. 휴지조각 5. 사는사람                                                                                          |
| 3rd      | 《Drama》 - 語言：韓語 - 發行日期：2015年1月23日(線上) 2015年1月27日(實體) - 發行單位：KT Music - 專輯銷量：7,978                                                             | 曲目 1. PILOT EPISODE 2. 드라마(DRAMA) 3. 초이스(CHOICE) 4. 주르륵 (撲簌簌) 5. 9월 17일 (9月17日) 6. 9월 17일 (Inst.)                                         |
| 4th      | 《9Muses S/S Edition》 - 語言：韓語 - 發行日期：2015年7月2日 - 發行單位：KT Music - 專輯銷量：7,873                                                                           | 曲目 1. MUSES 2. 다쳐 (Hurt Locker) 3. 너란애 (Someone Like You) 4. 팬시 (Fancy) 5. Yes or No 6. 다쳐 (Inst.)                                                 |
| 5th      | 《LOST ('til the night is over)》 - 語言：韓語 - 發行日期：2015年11月24日 - 發行單位：KT Music - 專輯銷量：7,931                                                              | 曲目 1. a.m. 3:00 2. 잠은 안오고 배는 고프고（Sleepless night） 3. 몰래 (Secret) 4. 쿵치딱치 (KOONG CHIT DAK CHIT) 5. To.? 6. 잠은 안오고 배는 고프고 (Inst.) |
| 6th      | 《Muses Diary Part.2 - Identity》 - 語言：韓語 - 發行日期：2017年6月19日 - 發行單位：KT Music - 專輯銷量：8,092                                                               | 曲目 1. Identity 2. 기억해 (REMEMBER) 3. 페스츄리 (Pastry) 4. 둘이서 (Two Of Us) 5. Hate Me 6. 기억해 (ins.)                                                  |
| 6th      | 改版迷你專輯《Muses Diary Part.3 - Love City》 - 語言：韓語 - 發行日期：2017年8月3日 - 發行單位：KT Music - 專輯銷量：4,559 - 備註：重新包装《Muses Diary Part.2 - Identity》 | 曲目 1. 러브시티 (LOVECITY) 2. 기억해 (REMEMBER) 3. 페스츄리 (Pastry) 4. 둘이서 (Two Of Us) 5. Hate Me 6. 러브시티 (ins.)                                     |

### 正規專輯
| 正規專輯 | 正規專輯資料                                                                                    | 曲目 |
| 1st      | 《Prima Donna》 - 語言：韓語 - 發行日期：2013年10月14日 - 發行單位：LOEN娛樂 - 專輯銷量：7,204+ | 曲目 1. 프리마돈나（Prima Donna） 2. 건（Gun） 3. 세치혀（Rumor） 4. A Few Good Man 5. Last Scene 6. 천생여자（Soulmate Woman） 7. 미스 에이전트（Miss Agent） 8. Time's Up 9. 몰라 몰라（OMG） 10. 핑（Ping） 11. 아님 말구（Don't Come） |

### 參與專輯
| #    | 專輯資料 | 曲目                                          | 參與成員                       | 合作偶像                                                      |
| 1st  | 《檢察官公主 OST Part 2》 - 語言: 韓語 - 發行日期: 2010年4月7日 - 發行單位: SBS Contents Hub                                                  | 1. Give Me                                    | 全員                           | 徐寅永                                                        |
| 2nd  | 數位單曲《Star Empire - Shooting Star》 - 語言: 韓語 - 發行日期: 2011年11月30日 - 發行單位 : LOEN娛樂                                         | 1. Shooting Star 2. Shooting Star (Inst.)     | 全員                           | 朴貞雅, 徐寅永, 帝國之子, Jewelry                             |
| 3rd  | 數位單曲《Win The Day》 - 語言: 韓語 - 發行日期: 2012年7月5日 - 發行單位: KMP Holdings                                                        | 1. Win The Day (모두 애쓰리)                  | 全員 (Lee Sem & E U Erine以外) | 2PM, miss A, SISTAR,4Minute, MBLAQ, 帝國之子,Dal★Shabet, B1A4 |
| 4th  | 單曲《MM Choice Part 3》 - 語言: 韓語 - 發行日期: 2012年8月16日 - 發行單位: Neowiz Internet                                                   | 1. Get Up 2. Get Up (MR) 3. Get Up (Inst.)    | 懸雅 & 世羅 & 倞利 & 慧美      | Rhythm Power                                                  |
| 5th  | 單曲《那女人作詞那男人作曲 Season 2》 - 原文:그 여자 작사 그 남자 작곡 시즌2 - 語言:韓語 - 發行日期: 2012年9月5日 - 發行單位: Neowiz Internet | 1. I Need Your Love                           | 懸雅 & 世羅 & 銀㩼 & 慧美      | 卓在勛, 金鍾旼                                                |
| 6th  | 數位單曲《我喜歡回家的路》 - 語言: 韓語 - 發行日期: 2014年11月24日 - 發行單位: KT Music - 備註：懸雅圖文書《每天每天都愛你》OST               | 1. 我喜歡回家的路 (집으로 들어가는 길이 좋아) | 懸雅                           | -                                                             |
| 7th  | 数位单曲《Shiny Single》 - 语言：韩语 - 发行日期：2017年3月21日 - 备注：Sing For You - 第7个故事 Change                                       | 1. Shiny Single                               | 金祚 & 慧美                    | -                                                             |
| 8th  | 《多样的儿媳 OST Part.1》 - 语言：韩语 - 发行日期：2017年6月5日                                                                               | 1. Love Holiday 2. Love Holiday (Inst.)       | 慧美                           | -                                                             |
| 9th  | 《4LOVE 1st》 - 语言：韩语 - 发行日期：2017年12月18日                                                                                         | 1. White Christmas 2. White Christmas (Inst.) | 倞利                           | 鄭珍雲                                                        |
| 10th | 《4LOVE 2nd》 - 语言：韩语 - 发行日期：2018年3月27日                                                                                          | 1. 봄봄 2. 봄봄 (Inst.)                       | 倞利                           | Choi Nakta                                                    |

### 其它音樂作品
合作專輯
| #   | 相關資料 | 參與曲目                                                              | 參與成員 |
| 1st | House Rulez第2.5張正規專輯《Pool Party》 - 語言：韓語 - 發行日期：2009年7月7日 - 發行單位：디패션(DE PASSION) - 備註：懸雅出道前的作品 | 1. Pool Party (ft. Saph-Fire & Yoon Ji A) 2. MUSIC (ft. Yoon Ji A)    | 懸雅     |
| 2nd | House Rulez迷你專輯《After Reset》 - 語言：韓語 - 發行日期：2013年10月30日 - 發行單位：Soribada                                        | 1. This Song Is For You (ft. 文懸雅 of Nine Muses)                    | 懸雅     |
| 3rd | 20歲(수무살)迷你專輯《20》 - 語言：韓語 - 發行日期：2014年10月20日 - 發行單位：Music N Mobile                                          | 1. 消不去的11位號碼 (지워지지 않는 11자리 번호) (ft. 懸雅@Nine Muses) | 懸雅     |

宣導歌曲
| #   | 相關資料                                                                | 參與成員              | MV                                          |
| 1st | 韓國國軍募兵歌曲《忠於我的青春》 - 語言：韓語 - 上傳日期：2012年5月25日 | 全員                  | 1. 忠於我的青春 ver.1 2. 忠於我的青春 ver.2 |
| 2nd | SBS人氣歌謠特別歌曲《葡萄歌》 - 語言：韓語 - 播出日期：2012年8月19日    | 全員 (除了 E U Erine) | 1. 葡萄歌                                   |
| 3rd | SBS人氣歌謠特別歌曲《番茄歌》 - 語言：韓語 - 播出日期：2013年2月24日    | 全員                  | 1. 番茄歌                                   |
| 4th | SBS人氣歌謠特別歌曲《交通安全歌》 - 語言：韓語 - 播出日期：2013年6月2日 | 全員                  | 1. 交通安全歌                               |
| 5th | SBS人氣歌謠特別歌曲《雞蛋歌》 - 語言：韓語 - 播出日期：2013年10月20日   | 全員                  | 1. 雞蛋歌                                   |

翻唱
| #   | 相關資料                                                          | 歌曲           | 原唱                   |
| 1st | 倞利 & Jangmoon《Some》 - 語言：韓語 - 上傳日期：2014年4月14日    | 1. Some        | Soyou(SISTAR) & 鄭基高 |
| 2nd | 笑珍 & 金祚《노스텔지아》 - 語言：韓語 - 上傳日期：2016年12月23日 | 1. 노스텔지아  | Yozoh & Eric(Shinhwa)  |
| 3rd | 慧美 & 金祚《처음(First) 》 - 語言：韓語 - 上傳日期：2018年2月9日 | 1. 처음(First) | 尹鍾信 & MINSEO        |

## 音樂現場
| 名稱           | 頻道 | 日期                                                |
| Figaro         |      |                                                     |
| M! Countdown   | Mnet | 8月18日、8月25日、9月1日、9月8日                    |
| 音樂銀行       | KBS  | 8月19日、8月26日、9月2日、9月9日、9月16日、9月23日  |
| Show! 音樂中心 | MBC  | 8月20日、9月3日、9月10日、9月17日、9月24日          |
| 人氣歌謠       | SBS  | 8月21日、8月28日、9月4日、9月11日、9月18日、9月25日 |

| 名稱           | 頻道 | 日期                                                |
| News           |      |                                                     |
| M! Countdown   | Mnet | 1月12日、1月19日、2月2日                            |
| 音樂銀行       | KBS  | 1月13日、1月20日、1月27日、2月3日、2月10日、2月17日 |
| Show! 音樂中心 | MBC  | 1月14日、1月21日、1月28日、2月4日、2月11日          |
| 人氣歌謠       | SBS  | 1月29日、2月19日                                    |
| Music On Top   | JTBC | 1月26日、2月9日、2月15日                            |
| TICKET         |      |                                                     |
| M! Countdown   | Mnet | 3月8日、3月15日、3月22日、3月29日、4月5日           |
| 音樂銀行       | KBS  | 3月16日、3月23日、3月30日、4月13日                  |
| Show! 音樂中心 | MBC  | 3月10日、3月17日、3月24日                           |
| 人氣歌謠       | SBS  | 3月11日、3月18日、4月1日、4月8日                    |
| Show Champion  | MBC  | 3月20日、4月3日                                     |
| Music On Top   | JTBC | 3月14日                                             |

| 名稱           | 頻道 | 日期                                                         |
| Dolls          |      |                                                              |
| M! Countdown   | Mnet | 1月24日、1月31日、2月7日、2月14日、2月21日、2月28日、3月14日 |
| 音樂銀行       | KBS  | 1月25日、2月1日、2月8日、2月15日、2月22日、3月1日、3月15日   |
| Show! 音樂中心 | MBC  | 1月26日、2月2日、2月9日、2月16日、3月2日、3月16日            |
| 人氣歌謠       | SBS  | 1月27日、2月3日、2月10日、2月17日、2月24日、3月3日、3月17日  |
| Show Champion  | MBC  | 1月30日、2月6日、2月27日                                     |
| Music Triangle | Mnet | 2月20日                                                      |
| Wild           |      |                                                              |
| M! Countdown   | Mnet | 5月9日、5月16日、5月23日、5月30日、6月20日                   |
| 音樂銀行       | KBS  | 5月10日、5月17日、5月24日、5月31日、6月7日                   |
| Show! 音樂中心 | MBC  | 5月11日、5月25日、6月1日、6月8日、6月22日                    |
| 人氣歌謠       | SBS  | 5月12日、5月19日、5月26日、6月2日、6月23日                   |
| Show Champion  | MBC  | 5月15日、5月22日、5月29日、6月5日                            |
| Gun            |      |                                                              |
| M! Countdown   | Mnet | 10月10日、10月17日、11月7日、11月14日                        |
| 音樂銀行       | KBS  | 10月11日、10月18日、10月25日、11月8日                        |
| Show! 音樂中心 | MBC  | 10月19日、10月26日、11月2日、11月9日                         |
| 人氣歌謠       | SBS  | 10月13日、10月20日、10月27日、11月3日                        |
| Show Champion  | MBC  | 10月16日、10月30日、11月6日                                  |
| Glue           |      |                                                              |
| M! Countdown   | Mnet | 12月5日、12月12日、12月19日                                  |
| 音樂銀行       | KBS  | 12月6日                                                      |
| Show! 音樂中心 | MBC  | 12月7日、12月21日                                            |
| 人氣歌謠       | SBS  | 12月8日、12月15日、12月22日                                  |

| 名稱            | 頻道 | 日期（該期排名）                                                                            |
| Drama           |      |                                                                                             |
| M! Countdown    | Mnet | 1月22日、1月29日（7位）、2月5日（6位）、2月12日（4位）、2月26日（4位）、3月5日（6位）       |
| 音樂銀行        | KBS  | 1月23日、1月30日（35位）、2月13日（13位）                                                   |
| Show! 音樂中心  | MBC  | 1月24日、1月31日（16位）、2月7日（10位）、2月21日（15位）、2月28日（16位）、3月14日（26位） |
| 人氣歌謠        | SBS  | 1月25日、2月1日（13位）、2月8日（10位）、2月15日（13位）、3月1日（17位）、3月15日（26位）   |
| Show Champion   | MBC  | 2月4日、2月11日（5位）、3月4日（10位）、3月11日（14位）                                     |
| The Show        | SBS  | 1月27日（4位）、2月3日、2月10日（2位）、3月3日、3月10日（4位）                              |
| Hurt Locker     |      |                                                                                             |
| M! Countdown    | Mnet | 7月9日、7月16日、7月23日                                                                    |
| 音樂銀行        | KBS  | 7月3日、7月10日、7月17日、7月24日                                                           |
| Show! 音樂中心  | MBC  | 7月4日、7月11日、7月18日、7月25日                                                           |
| 人氣歌謠        | SBS  |                                                                                             |
| Show Champion   | MBC  | 7月8日、7月15日、7月22日                                                                    |
| The Show        | SBS  | 7月7日、7月14日、7月21日、7月28日                                                           |
| Sleepless Night |      |                                                                                             |
| M! Countdown    | Mnet | 12月17日                                                                                    |
| 音樂銀行        | KBS  | 11月27日、12月4日、12月11日、12月18日                                                       |
| Show! 音樂中心  | MBC  | 11月28日、12月5日、12月12日、12月19日                                                       |
| 人氣歌謠        | SBS  | 12月6日、12月13日、12月20日                                                                 |
| Show Champion   | MBC  | 12月2日、12月9日、12月16日                                                                  |
| The Show        | SBS  | 11月24日、12月1日、12月8日                                                                  |

### 其他
| 年份   | 日期    | 名稱              | 備注             |
| 2010年 | 5月22日 | Y-star 夢想演唱會 |                  |
| 2013年 | 1月31日 | TVB新春黃金慶典   | 韓國站           |
| 2016年 | 2月19日 | MUSE IN THE CITY  | 第一場單獨演唱會 |
| 2017年 | 7月29日 | RE:MINE           | 第二場單獨演唱會 |

## 獎項

### 主要音樂節目榜單排名
| 主打歌曲排名成績 | 主打歌曲排名成績            | 主打歌曲排名成績                                                                  | 主打歌曲排名成績    | 主打歌曲排名成績       | 主打歌曲排名成績 | 主打歌曲排名成績            | 主打歌曲排名成績     | 主打歌曲排名成績                                |
| 專輯 | 歌曲                        | Mnet 《M! Countdown》                                                             | KBS2 《Music Bank》 | MBC 《Show! 音樂中心》 | SBS 《人氣歌謠》 | MBC MUSIC 《Show Champion》 | SBS MTV 《THE SHOW》 | 備註                                            |
| 2010年 | 2010年                      | 2010年                                                                            | 2010年              | 2010年                 | 2010年           | 2010年                      | 2010年               | 2010年                                          |
| --- | --------------------------- | --------------------------------------------------------------------------------- | ------------------- | ---------------------- | ---------------- | --------------------------- | -------------------- | ----------------------------------------------- |
| Let`s Have A Party | No PlayBoy                  | 28                                                                                | 34 (100827)         |                        | /                | /                           | /                    | 出道                                            |
| Let`s Have A Party | Ladies                      | /                                                                                 | /                   |                        | /                | /                           | /                    | 雖歷經成員變動，還是以九人體制回歸 以後續曲回歸 |
| 2011年 |                             |                                                                                   |                     |                        |                  |                             |                      |                                                 |
| 無專輯單曲 | Figaro                      | 15 (110915)                                                                       | 18 (110902)         |                        | TAKE7            | /                           | /                    | 首次以八人體制回歸                              |
| 2012年 |                             |                                                                                   |                     |                        |                  |                             |                      |                                                 |
| 無專輯單曲 | News                        | 10 (120126)                                                                       | 22 (120127)         |                        | /                | /                           | /                    | 第二次以九人體制回歸                            |
| Sweet Rendezvous | Ticket                      | 10 (120322、0405)                                                                 | 15 (120323、0330)   |                        | TAKE7            | /                           | /                    |                                                 |
| 2013年 |                             |                                                                                   |                     |                        |                  |                             |                      |                                                 |
| Dolls | Dolls                       | 7 (130221)                                                                        | 17 (130208、0222)   |                        | 28               | 17                          | /                    |                                                 |
| Wild | Wild                        | 10 (130613)                                                                       | 14 (130607)         | 24                     | 17               | 18                          | /                    |                                                 |
| Prima Donna | Gun                         | 9 (131024，未播出)                                                                | 15 (131025)         | 12 (131026)            | 9 (131027)       | 4                           | /                    |                                                 |
| 無專輯單曲 | Glue                        | 8 (140109)                                                                        | 30                  | 19 (131214)            | 12               | 20                          | /                    |                                                 |
| 2015年 |                             |                                                                                   |                     |                        |                  |                             |                      |                                                 |
| DRAMA | DRAMA                       | 4 (150212)                                                                        | 9 (150206)          | 10 (150207)            | 10 (150208)      | 5                           | 2                    |                                                 |
| 9MUSES S/S EDITION | Hurt Locker                 | 8 (150806)                                                                        | 15 (150717)         | 15 (150711)            | 15 (150712)      | 10                          | 3                    |                                                 |
| Lost | Sleepless night(想你的夜晚) | 12 (151217)                                                                       | 23 (151218)         |                        | 17 (151206)      | /                           | 3                    |                                                 |
| 2017年 |                             |                                                                                   |                     |                        |                  |                             |                      |                                                 |
| Muses Diary Pt.2 - Identity | REMEMBER                    | 9 (170629)                                                                        | /                   | 27 (170701)            | /                | 14                          | 3                    | 首次以四人體制回歸                              |
| Muses Diary Pt.3 - LOVE CITY | Love City                   | /                                                                                 | /                   | /                      | /                | /                           | /                    |                                                 |
| \| - 「/」表示未有相關資料 \| - 「*」：打榜中 \| - 「 」：該段時期未有設立排行榜 - 「TAKE7」：《人氣歌謠》排名候選曲，未能獲得一位 \| |                             |                                                                                   |                     |                        |                  |                             |                      |                                                 |
| - 「/」表示未有相關資料 | - 「*」：打榜中             | - 「 」：該段時期未有設立排行榜 - 「TAKE7」：《人氣歌謠》排名候選曲，未能獲得一位 |                     |                        |                  |                             |                      |                                                 |

| 各台冠軍歌曲統計 | 各台冠軍歌曲統計 | 各台冠軍歌曲統計 | 各台冠軍歌曲統計 | 各台冠軍歌曲統計 | 各台冠軍歌曲統計 |
| Mnet             | KBS              | MBC              | SBS              | MBC MUSIC        | SBS MTV          |
| ---------------- | ---------------- | ---------------- | ---------------- | ---------------- | ---------------- |
| 0                | 0                | 0                | 0                | 0                | 0                |
| 一位總數：0      |                  |                  |                  |                  |                  |

### MBC 偶像明星運動會獎項
| 年份   | 名稱                                    | 項目                    | 獎項（成員）            | 備註                                         |
| 2010年 | 第一屆偶像明星田徑錦標賽                | 女子100米短跑           | 銀牌（銀㩼）            |                                              |
| 2010年 | 第一屆偶像明星田徑錦標賽                | 女子4x100米短跑接力     | 銀牌                    | 銀㩼、Baby J(Jewelry)、Bini、Lee Sem         |
| 2011年 | 第二屆偶像明星田徑游泳錦標賽            | 女子50米短跑            | 銀牌（銀㩼）            |                                              |
| 2011年 | 第二屆偶像明星田徑游泳錦標賽            | 女子50米自由式游泳      | 銅牌（銀㩼）            |                                              |
| 2011年 | 第三屆偶像明星田徑錦標賽                | 女子100米短跑           | 金牌（銀㩼）            |                                              |
| 2011年 | 第三屆偶像明星田徑錦標賽                | 女子4x100米短跑接力     | 銀牌                    |                                              |
| 2011年 | 第三屆偶像明星田徑錦標賽                | 綜合優勝                | 綜合優勝                | C隊                                          |
| 2012年 | 第四屆偶像明星田徑游泳錦標賽            | 女子50米短跑            | 銀牌（銀㩼）            |                                              |
| 2012年 | 第四屆偶像明星田徑游泳錦標賽            | 女子4x100米短跑接力     | 銀牌                    | 銀㩼、藝元(Jewelry)、倞利、Lee Sem           |
| 2012年 | 第四屆偶像明星田徑游泳錦標賽            | 女子50米自由式游泳      | 銅牌（珉河）            |                                              |
| 2012年 | 偶像明星奧林匹克 (第五屆偶像明星運動會) | 女子100米短跑           | 銀牌（銀㩼）            |                                              |
| 2013年 | 第六屆偶像明星田徑射箭錦標賽            | 女子70米短跑            | 銀牌（銀㩼）            |                                              |
| 2013年 | 第六屆偶像明星田徑射箭錦標賽            | 男女混合4x100米短跑接力 | 銀牌                    | 銀㩼、旼佑(ZE:A)、倞利、桐俊(ZE:A)           |
| 2013年 | 第六屆偶像明星田徑射箭錦標賽            | 女子4x100米短跑接力     | 銅牌                    | 慧美、懸雅、倞利、銀㩼（页面存档备份，存于） |
| 2015年 | 第十一屆偶像明星運動會                  | 女子摔跤                | 金牌 (成雅、倞利、笑珍) |                                              |

### 其他獎項
| 年份   | 名稱                       | 獎項                     |
| 2010年 | 第18屆大韓民國文化演藝大賞 | 新一代流行音樂青年歌手獎 |
| 2010年 | 第1屆beauty設計慶典        | beauty評審會人氣明星獎   |
| 2012年 | 第8屆亞洲超級模特          | 新星獎                   |
| 2016年 | 第22屆大韓民國演藝藝術賞   | 最佳女子組合             |

## 外部連結
| 官方連結 - 官方网站（） - Nine Muses的Facebook專頁（）（英文） - Nine Muses的X（前Twitter）（） - YouTube上的Nine Muses頻道（） - Nine Muses（页面存档备份，存于）在Daum cafe的頁面（） - Nine Muses在me2day的頁面（） 成員SNS - 成雅的X（前Twitter）（）（英文） - 成雅的Instagram帳戶（）（英文） - 成雅的新浪微博（）（英文） - 倞利的X（前Twitter）（） - 倞利的Instagram帳戶（） - 慧美的X（前Twitter）（） - 慧美的Instagram帳戶（） - 慧美的新浪微博（） | - 笑珍的X（前Twitter）（） - 笑珍的Instagram帳戶（） - 金祚的X（前Twitter）（） - 金祚的Instagram帳戶（） - 金祚的新浪微博（） 成員Youtube頻道 - YouTube上的倞利頻道（） - YouTube上的慧美頻道（） - YouTube上的珉河頻道（） |